# Rišňovce
Rišňovce es un municipio del distrito de Nitra en la región de Nitra, Eslovaquia, con una población estimada a final del año 2024 de 2132 habitantes.
Se encuentra ubicado en el centro-oeste de la región, en el valle del río Nitra (cuenca hidrográfica del Danubio) y cerca de la frontera con la región de Trnava.

## Demografía
| Año        | 1994 | 2004    | 2014    | 2024    |
| ---------- | ---- | ------- | ------- | ------- |
| Población  | 1909 | 1988    | 2054    | 2132    |
| Diferencia |      | +4,13 % | +3,31 % | +3,79 % |

| Año        | 2023 | 2024    |
| ---------- | ---- | ------- |
| Población  | 2121 | 2132    |
| Diferencia |      | +0,51 % |